# (13258) Bej
(13258) Bej (1998 QT12) – planetoida z grupy pasa głównego asteroid okrążająca Słońce w ciągu 3,66 lat w średniej odległości 2,37 j.a. Odkryta 17 sierpnia 1998 roku.